# Futurski
Futúrski (pogosto stilizirano kot FUTURSKI) je štiričlanska slovenska glasbena skupina iz Ljubljane, ki ustvarja synthpop glasbo. Z delovanjem so začeli leta 2015. Sestavljajo jo vokalist in bobnar Jan Vihar, kitarist, vokalist in klaviaturist Žiga Petkovšek – oba sta bila člana zasedbe Barely Modern – ter klaviaturistki Evita Drvarič in Dominika Maša Kozar. Septembra 2017 so izdali svoj prvi EP z naslovom Synthetic Happiness.
Aprila 2019 so izdali singl "Bad Dreams" in napovedali izid novega EP-ja Emotional Tourist, ki je izšel junija.

## Člani
- Jan Vihar — vokal, perkusija
- Žiga Petkovšek — vokal, kitara, sintesajzer
- Evita Drvarič — sintesajzer
- Dominika Maša Kozar — sintesajzer

## Diskografija
EP-ji
- Synthetic Happiness (2017)
- Emotional Tourist (2019)